# Emilio de' Cavalieri
Emilio de' Cavalieri (Roma, antes de 1550 — Roma, 11 de marzo de 1602), fue un compositor italiano, productor, organista, diplomático, coreógrafo y bailarín del final del renacimiento y comienzos del barroco.

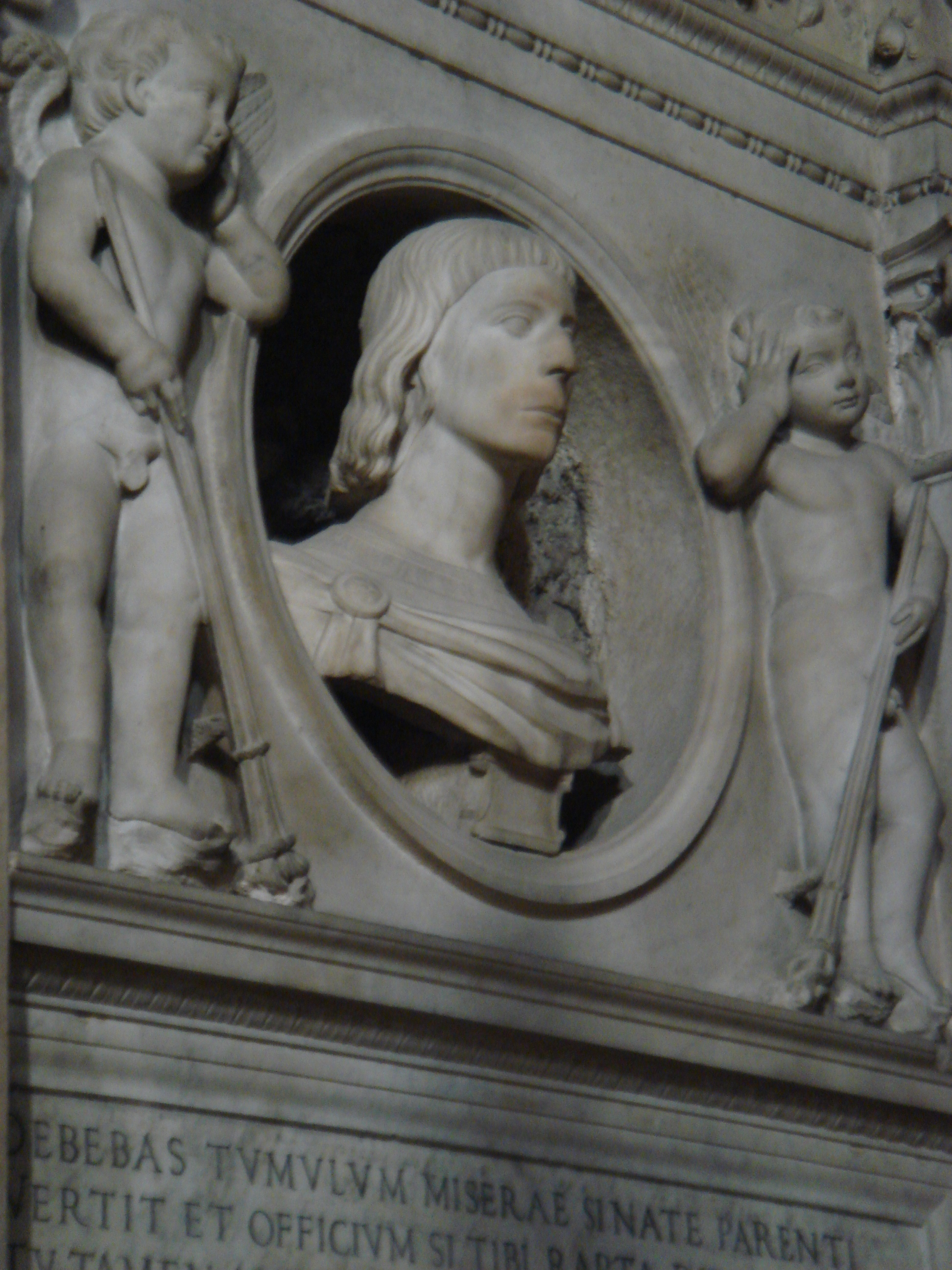
Busto of Emilio de' Cavalieri, Basílica dell'Ara Coeli, Roma.

## Biografía
De familia noble y musical, hijo del noble Tommaso  Cavalieri amigo de Miguel Ángel,  hermano del músico Mario, Cavalieri se dedicó, de 1578 a 1584, a la organización de las manifestaciones musicales del Oratorio de San Marcello en Roma. En 1588 se trasladó a Florencia donde el Cardenal Fernando I de Médici lo contrató como superintendente del arte, vestuario, fiestas, teatro y música. En 1589 participó como compositor (un madrigal y un ballet) en los intermedios escritos para la boda del Gran Duque Fernando I de Médici con Cristina de Lorena. En 1590, todavía en Florencia, colaboró con la poetisa Laura Guidiccioni escribiendo la música, hoy perdida, de las pastorales Il Satiro, La Disperazione di Fileno, Il Gioco della cieca (1595), en las que hizo sus primeros ensayos de canto monódico. Además de su actividad musical, trabajó como diplomático para los papas Inocencio IX y Clemente VIII.
De 1587 a 1602, viajó con frecuencia a Roma como encargado de negocios del duque de Florencia, aprovechó para asistir a la Chiesa Nuova, y, en 1600, representó en el Oratorio de la Vallicella su Rappresentazione di Anima e di Corpo, cuya música había escrito en colaboración con Dionisio Isorelli.
Cavalieri debe ser considerado el verdadero instaurador del estilo monódico teatral, aunque esto no fuera reconocido por sus oponentes florentinos (J.Peri y Caccini). Su música era muy avanzada para el estilo de su época, su música vocal tiene una línea melódica muy adornada y expresiva, característica que define al barroco temprano. Su estilo musical fue adoptado por otros compositores de la escuela romana del siglo XVII, Domenico Mazzocchi, Giacomo Carissimi y Alessandro Scarlatti, fueron algunos de ellos.

## Su obra
- Rappresentazione di anima e di corpo, con libreto de Agostino Manni, considerada por algunos como el primer oratorio.
- L’Ascensione del Nostro Salvatore, oratorio.
- Lamentaciones Hieremiae Prophetae, para voz solista, coro y órgano.
- Responsi a 2 y 3 voces.